# Arthur Ayrault
Arthur Delancey »Dan« Ayrault, Jr., ameriški veslač, * 21. januar 1935, Long Beach, Kalifornija, ZDA, † 24. februar 1990, Seattle, Washington, ZDA.
Ayrault je za ZDA nastopil na Poletnih olimpijskih igrah 1956 v Melbourneu in na Poletnih olimpijskih igrah 1960v Rimu.
V Melbournu je s Connom Findlayem in Kurtom Seiffertom v dvojcu s krmarjem postal olimpijski prvak. Uspeh je leta 1960 v Rimu ponovil še v disciplini četverec brez krmarja. 
Po koncu športne kariere je Ayrault učil na Lakeside School v Seattlu, Washington. Leta 1969 je postal tudi ravnatelj te šole, na tem položaju pa je ostal vse do smrti v letu 1990..